# Liste der Naturdenkmale in Dargun
Die Liste der Naturdenkmale in Dargun nennt die Naturdenkmale in Dargun im Landkreis Mecklenburgische Seenplatte in Mecklenburg-Vorpommern.

## Naturdenkmale
| Bild | Nr.        | Bezeichnung                | Standort                                                         | Beschreibung                       | Schutzzweck | Verordnung |
| ---- | ---------- | -------------------------- | ---------------------------------------------------------------- | ---------------------------------- | ----------- | ---------- |
| BW   | 2042/100-0 | Linde und Stieleiche       | Groß Methling 50 (53° 57′ 49,2″ N, 12° 49′ 49,3″ O)              | [ 1 ]                              |             |            |
| BW   | 2042/101-0 | Linde                      | Groß Methling 49 (53° 57′ 50,8″ N, 12° 49′ 46,6″ O)              | [ 2 ]                              |             |            |
| BW   | 2042/102-0 | 2 Stieleichen              | Borgfeld (53° 54′ 12,2″ N, 12° 46′ 29,4″ O)                      | [ 3 ]                              |             |            |
| BW   | 2042/103-0 | 2 Stieleichen              | Forsthaus Stubbendorf (53° 57′ 25,2″ N, 12° 49′ 24,1″ O)         | [ 4 ]                              |             |            |
| BW   | 2042/104-0 | 2 Stieleichen              | Glasow bei Glasow 1 (53° 54′ 18,6″ N, 12° 48′ 20,2″ O)           | [ 5 ]                              |             |            |
| BW   | 2143/107-0 | Stieleiche                 | Dargun westlich L 20 (53° 52′ 51,6″ N, 12° 50′ 42″ O)            | [ 6 ]                              |             |            |
| BW   | 2143/108-0 | 3 Stieleichen              | Dargun Am Forsthof 1 (53° 53′ 25,3″ N, 12° 51′ 22″ O)            | [ 7 ]                              |             |            |
| BW   | 2043/118-0 | Kirchhofslinde Brudersdorf | Brudersdorf (53° 57′ 15,1″ N, 12° 52′ 44,6″ O)                   | [ 8 ]                              |             |            |
| BW   | 2043/119-0 | Stieleiche                 | Brudersdorf Brudersdorf 100a (53° 57′ 6,6″ N, 12° 52′ 36,2″ O)   | [ 9 ]                              |             |            |
| BW   | 2043/120-0 | 3 Stieleichen              | Dargun Amtsstr. 28 (53° 54′ 10,5″ N, 12° 50′ 42,5″ O)            | [ 10 ]                             |             |            |
| BW   | 2043/121-0 | Stieleiche                 | Dargun (53° 54′ 20,1″ N, 12° 51′ 7,3″ O)                         | [ 11 ]                             |             |            |
| BW   | 2043/122-0 | Stieleiche                 | Dargun Sport- und Freizeitpark (53° 54′ 17,5″ N, 12° 51′ 1,8″ O) | [ 12 ] [ 13 ] [ 14 ] [ 15 ] [ 16 ] |             |            |
| BW   | 2043/123-0 | Stieleiche                 | Brudersdorf Brudersdorf 96 (53° 57′ 4,4″ N, 12° 52′ 38,4″ O)     | [ 17 ]                             |             |            |
| BW   | 2043/125-0 | Silberlinde                | Brudersdorf 116 (53° 56′ 17,7″ N, 12° 52′ 0,2″ O)                | [ 18 ]                             |             |            |
| BW   | 2043/126-0 | Rotbuche                   | Dargun Burgstr. 10 (53° 54′ 23,7″ N, 12° 50′ 15,3″ O)            | [ 19 ]                             |             |            |
| BW   | 2043/0CK-0 | Wacholderheide Dargun      | Dargun (53° 54′ 9,5″ N, 12° 50′ 13,8″ O)                         | [ 20 ]                             |             |            |